# 하르부르크구

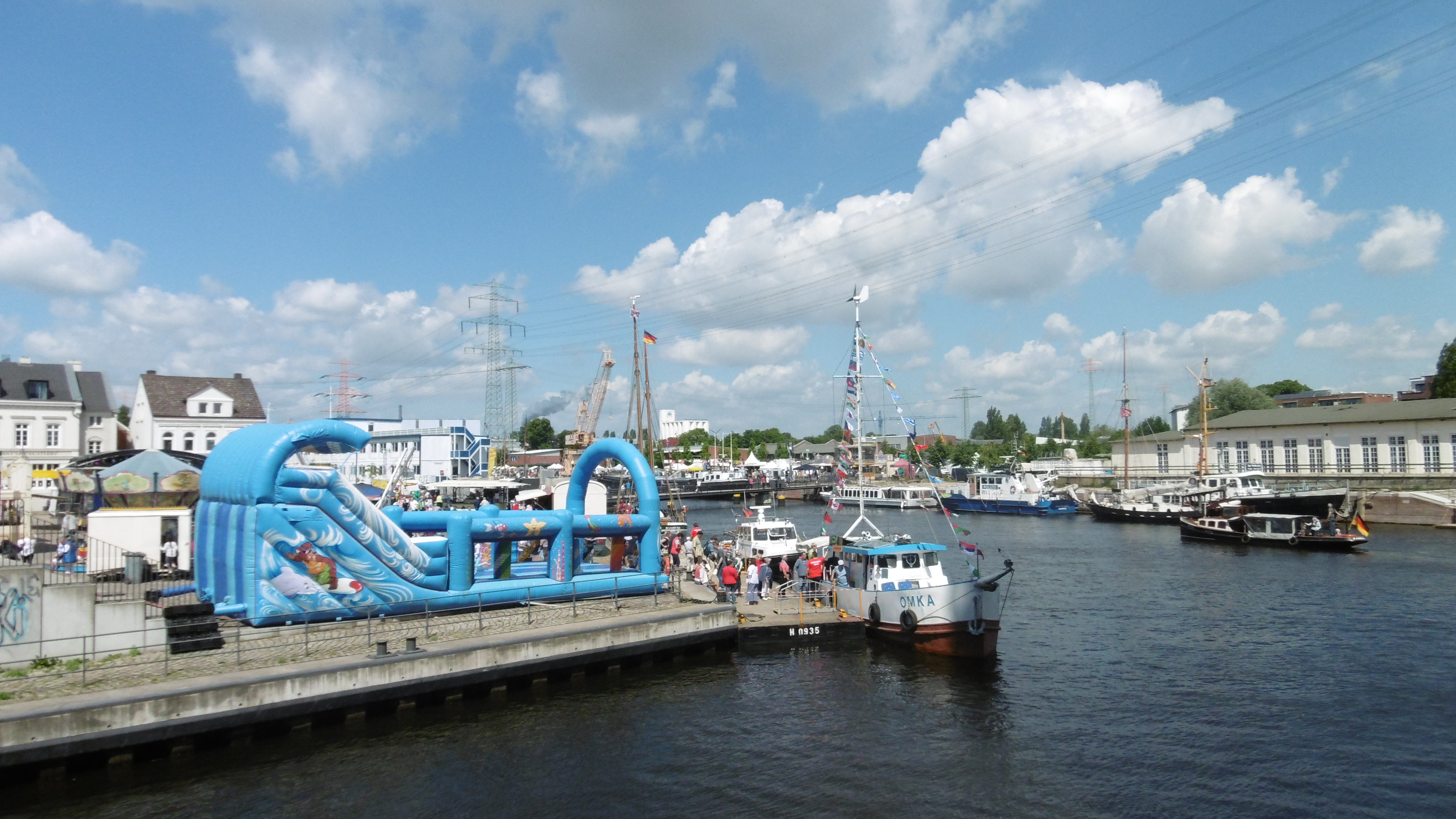
하르부르크구 전경

하르부르크구(독일어: Harburg)는 독일 함부르크의 자치구로 엘베강 하류 연안에 자리잡고 있다. 도시의 남서쪽에 위치하며 공업 시설이 발달해 있다. 도심지로 통근하는 사람들이 많이 거주한다.

## 교통
구내에 함부르크 하르부르크역이 있으며 ICE와 일반열차, 함부르크 S반이 정차한다.

## 인구
연도별 인구
| 1987    | 1988    | 1989    | 1990    | 1991    | 1992    | 1993    | 1994    | 1995    | 1996    | 1997    | 1998    | 1999    |
| 182,512 | 183,710 | 187,244 | 190,623 | 192,546 | 195,423 | 196,541 | 196,931 | 197,535 | 197,710 | 197,383 | 195,873 | 195,830 |

| 2000    | 2001    | 2002    | 2003    | 2004    | 2005    | 2006    |
| 196,263 | 198,400 | 198,924 | 199,715 | 200,092 | 200,322 | 201,119 |